# 닉 멘자
닉 멘자(Nick Menza, 1964년 7월 23일 ~ 2016년 5월 21일)는 드러머로, 1989년에서 1998년까지 메가데스의 일원이었다.